# Tim Kinsella

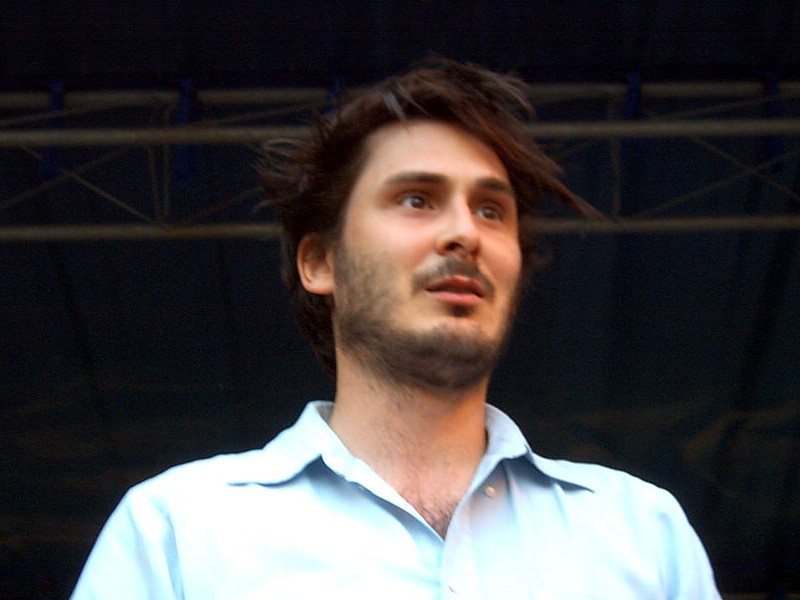
Tim Kinsella 2006

Tim Kinsella (* 22. Oktober 1974 in Chicago, Illinois) ist ein US-amerikanischer Emo- und Indierock-Musiker und an zahlreichen Indieprojekten beteiligt. Sein Bruder Mike Kinsella und sein Cousin Nate Kinsella sind ebenfalls Musiker.

## Werdegang
Zum ersten Mal bekannt wurde Tim Kinsella als Mitglied von Cap’n Jazz, einer Emocore-Band der ersten Stunde. 1994 startete Kinsella zusammen mit Mitgliedern aus Braid, Gauge und Cap’n Jazz das Nebenprojekt Sky Corvair, das sich Ende 1994 nach einer Tour und einem Longplayer schon wieder auflöste. 1995 löste sich auch Cap’n Jazz auf.
Nach einigen Umwegen gründete Kinsella gemeinsam mit Jeremy Boyle, Sam Zurick, Erik Bocek und Bruder Mike Kinsella die Band Joan of Arc, die in wechselnder Besetzung bis heute regelmäßig Alben veröffentlicht. 2001 versuchte Mike Kinsella eine Wiederbelebung der ursprünglichen Cap’n Jazz-Formation unter dem neuen Bandnamen Owls. Die Gruppe bestand aus Tim Kinsella, seinem Bruder Mike, Victor Villarreal und Sam Zurick. 2001 wurde ein Longplayer herausgebracht. Nach Auflösung dieser Formation 2002 spielte Kinsella mit zahlreichen anderen Musikern unter dem Namen Friend/Enemy ein Album ein.
2002 arbeitete Kinsella auch an einem Soloalbum, das nach Mitarbeit von Sam Zurick und Mike Kinsella als Joan of Arc-Album veröffentlicht wurde. Nach Einspielung eines weiteren Albums ging Kinsella mit Sam Zurick, Bobby Burg und Nate Kinsella als Joan of Arc 2003 auf Tournee. Nach Ende der Tour wurde beschlossen, gemeinsam neues Songmaterial mit einem aggressiveren Stil aufzunehmen. Um dieses Unternehmen von Joan of Arc abzugrenzen, erhielt es einen eigenen Namen, Make Believe, unter dem bis heute neues Material herausgebracht wird. Auch an Love of Everything, dem Soloprojekt von Bobby Burg, ist er seit 2004 beteiligt. Im selben Jahr spielte Kinsella auch bei der Chicagoer Super-Band Everyoned. Zudem nimmt er regelmäßig Soloalben auf, zuletzt 2007.
2021 übernahm Kinsella die Hauptrolle in dem Film Firstness und gab damit sein Schauspieldebüt in einem Spielfilm.

## Bands und Projekte

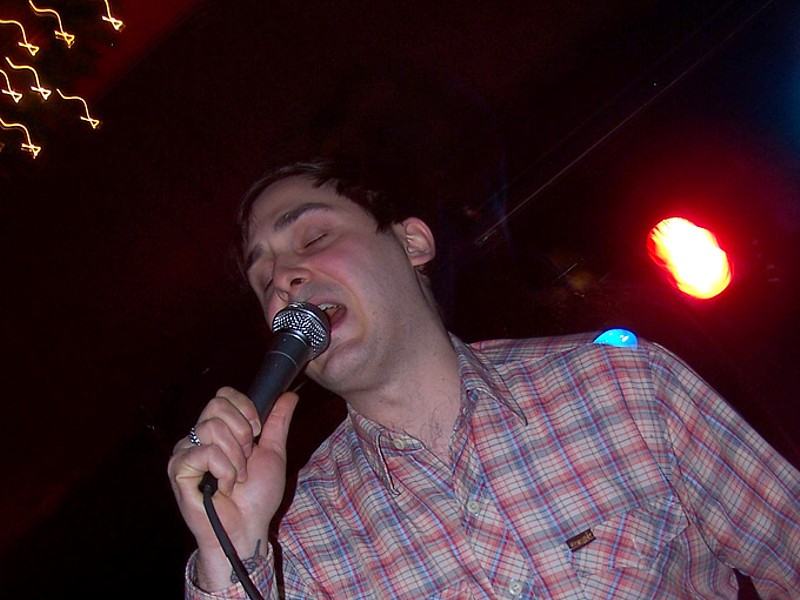
Tim Kinsella 2007

- 1989 – 1995 Cap’n Jazz
- 1994 Sky Corvair
- 1995 – heute Joan of Arc
- 2001 – 2002 Owls
- 2002 Friend/Enemy
- 2003 – heute Make Believe
- 2004 Everyoned
- 2004 – heute Love of Everything

## Diskografie
- 2014: Weather Diaries − Joan of Arc
- 2013: Testimonium Songs − Joan of Arc
- 2012: Joan of Arc  − Joan of Arc
- 2012: Presents: Pine Cone  − Joan of Arc
- 2012: Presents: Joan of Arc − Joan of Arc
- 2012: Hydrangea Danger Split Cassette − Love of Everything
- 2011: The Karaoke Singer's Guide to Self-Defense Book − Tim Kinsella
- 2011: Japan 3.11.11: A Benefit Album − Joan of Arc
- 2011: Life Like − Joan of Arc
- 2011: Oh Brother − Joan of Arc
- 2010: Meaningful Work − Joan of Arc
- 2010: Make Believe EP − Make Believe
- 2010: Best In Tensions − Love of Everything
- 2010: Don't Mind Control − Joan of Arc
- 2009: Flowers − Joan of Arc
- 2008: My Summer-Long High Wipeout 7" − Joan of Arc
- 2008: Boo Human − Joan of Arc
- 2008: Goin' to the Bone Church − Make Believe
- 2007: Orchard Vale Soundtrack – Joan of Arc
- 2007: Many Times I've Mistaken 7" − Joan of Arc
- 2007: Field Recordings Of − Tim Kinsella
- 2007: The Episodes − Tim Kinsella, Chris Connelly, Ben Vida
- 2006: Of Course − Make Believe
- 2006: Eventually, All At Once − Joan of Arc
- 2006: The Intelligent Design Of − Joan of Arc
- 2006: Actual Fucking − Cex
- 2006: Superior Mold And Die − Love of Everything
- 2006: 2 Million Tongues Festival Compilation – Tim Kinsella & Amy Cargill
- 2005: What Matters Most Compilation – Joan of Arc
- 2005: Shock Of Being − Make Believe
- 2005: Presents Guitar Duets − Joan of Arc
- 2005: Sub Rosa Compilation – Make Believe
- 2005: Crucifix Swastika EP – Tim Kinsella
- 2005: Know Doubt EP – Cex
- 2005: The Association Of Utopian Hologram Swallowers Compilation – Tim Kinsella
- 2005: Limited Edition 12" − Make Believe
- 2005: One Bright Sunny Morning − Make Believe
- 2004: Pink 7" − Make Believe
- 2004: Handjob Community − Love of Everything
- 2004: Joan of Arc, Dick Cheney, Mark Twain − Joan of Arc
- 2004: Indie Workshop Compilation – Make Believe
- 2004: Bundini Brown Split – Joan of Arc
- 2004: Make Believe EP – Make Believe
- 2004: Metaphysics For Beginners Compilation – Make Believe
- 2004: Live in Muenster 2003 − Joan of Arc
- 2004: Everyoned − Everyoned
- 2004: Rabbit Rabbit Split-EP – Joan of Arc
- 2004: Dark Farm Compilation – A Set
- 2003: In Rape Fantasy and Terror Sex We Trust − Joan of Arc
- 2003: So Much Staying Alive and Lovelessness − Joan of Arc
- 2003: Chicago Punk Refined Compilation – Owls
- 2002: 10 Songs − Friend/Enemy
- 2002: Demands Feminist Critique EP – Tim Kinsella
- 2001: How Can Anything So Little Be Any More? − Joan of Arc
- 2001: Owls − Owls
- 2001: He Sang His Didn't He Danced His Did − Tim Kinsella
- 2000: The Gap − Joan of Arc
- 2000: Encapsulated − Joan of Arc
- 1999: La Foresta Della Morte − Joan of Arc
- 1999: Live in Chicago 1999 − Joan of Arc
- 1999: Post Marked Stamps Compilation – Tim Kinsella
- 1998: The Science Of Living Things EP – A Set
- 1998: How Memory Works − Joan of Arc
- 1998: Post Marked Stamps 7" − Tim Kinsella
- 1998: KXLU 88.9FM Compilation – Joan of Arc
- 1998: Unsafe At Any Speed − Sky Corvair
- 1998: Analphabetapolothology − Cap’n Jazz
- 1997: A Portable Model Of − Joan of Arc
- 1996: Busy Bus, Sunny Sun 7" − Joan of Arc
- 1996: Method And Sentiment 7" − Joan of Arc
- 1996: Ooh Do I Love You Compilation – Tim Kinsella